# George Lawton (cầu thủ bóng đá, sinh năm 1880)
George Lawton (sinh năm 1880; ngày mất không rõ) là một cầu thủ bóng đá người Anh thi đấu ở Football League cho Stoke.

## Sự nghiệp
Lawton sinh ra ở Tunstall, Staffordshire và gia nhập Burslem Port Vale vào tháng 4 năm 1896. Ông có màn ra mắt trên sân Athletic Ground vào ngày 20 tháng 2 năm 1897, trong chiến thắng 8-0 trước Grantham Rovers ở Midland League. Ông mất suất đội một năm 1897, và rời câu lạc bộ năm sau đó. Sau đó ông thi đấu cho câu lạc bộ nghiệp dư địa phương Porthill. Ông chơi một trận cho Stoke ở 1901-02 khi thủ môn số một Tom Wilkes bị chấn thương và Lawton thi đấu trước Bury vào ngày 12 tháng 10 năm 1901 ông để lọt lưới 4 bàn trong thất bại trong thất bại 4-2. Ông trở lại bóng đá nghiệp dư cùng với Tunstall và sau đó lại là Porthill.

## Thống kê sự nghiệp
| Câu lạc bộ          | Mùa giải            | Hạng đấu            | Giải quốc nội | Giải quốc nội | Cúp FA  | Cúp FA    | Tổng    | Tổng      |
| Câu lạc bộ          | Mùa giải            | Hạng đấu            | Số trận       | Bàn thắng     | Số trận | Bàn thắng | Số trận | Bàn thắng |
| ------------------- | ------------------- | ------------------- | ------------- | ------------- | ------- | --------- | ------- | --------- |
| Burslem Port Vale   | 1896-97             | Midland League      | 9             | 0             | 0       | 0         | 9       | 0         |
| Burslem Port Vale   | 1897-98             | Midland League      | 7             | 0             | 0       | 0         | 7       | 0         |
| Burslem Port Vale   | Tổng cộng sự nghiệp | Tổng cộng sự nghiệp | 16            | 0             | 0       | 0         | 16      | 0         |
| Stoke               | 1901-02             | First Division      | 1             | 0             | 0       | 0         | 1       | 0         |
| Tổng cộng sự nghiệp | Tổng cộng sự nghiệp | Tổng cộng sự nghiệp | 17            | 0             | 0       | 0         | 17      | 0         |